# Принстон (Канзас)
Принстон (енгл. Princeton) град је у америчкој савезној држави Канзас.

## Демографија
По попису из 2010. године број становника је 277, што је 40 (-12,6%) становника мање него 2000. године.
| Група             | 2000.       | 2010.       |
| Белци             | 302 (95,3%) | 255 (92,1%) |
| Афроамериканци    | 2 (0,6%)    | 0 (0,0%)    |
| Азијати           | 2 (0,6%)    | 0 (0,0%)    |
| Хиспаноамериканци | 2 (0,6%)    | 12 (4,3%)   |
| Укупно            | 317         | 277         |